# 赫伯恩 (伊利諾伊州)
赫伯恩（英語：Herborn）是位於美國伊利諾伊州謝爾比縣的一個非建制地區。該地的面積和人口皆未知。

## 地理
赫伯恩的座標為39°18′09″N 88°37′44″W / 39.30250°N 88.62889°W，而該地的平均海拔高度為192米（即630英尺）。